# Vercetti Regular
Vercetti Regular, também conhecida como Vercetti, é uma fonte tipográfica sem-serifa gratuita (software gratuito) que pode ser utilizada tanto para fins comerciais quanto pessoais. Tornou-se disponível em 2022 sob a licença Licence Amicale, que permite aos usuários compartilhar os arquivos da fonte com amigos e colegas.
Vercetti Regular (AFI /vərˈʧɛti ˈrɛɡjʊlər/) é inspirada em elementos de design humanístico e geométrico. Ao criar a Vercetti, os designers utilizaram princípios de uma fonte de código aberto anterior chamada MgOpen Moderna.
A primeira versão da fonte tem um total de 326 glifos, incluindo números, símbolos, pontuações e acentos. Isso a torna adequada para uso em todos os idiomas europeus que utilizam o alfabeto latino.